# Aphrodes falklandica
Aphrodes falklandica är en insektsart som beskrevs av Günther Enderlein 1912. Aphrodes falklandica ingår i släktet Aphrodes och familjen dvärgstritar. Inga underarter finns listade i Catalogue of Life.